# Raquel Martínez Monreal
Raquel Martínez Monreal (Constitución, 15 de mayo de 1908-Santiago, febrero de 1987) fue una atleta y profesora chilena. Compitió en los 100 metros femeninos en los Juegos Olímpicos de Berlín 1936. Fue la primera mujer en representar a Chile en unos Juegos Olímpicos.

## Biografía
Martínez nació en la ciudad de Constitución, hija de Nicolás Martínez, gobernador de la Provincia de Maule, y María Dolores Monreal. Era la menor de 14 hermanos.
Estudió en la Universidad de Chile, donde se tituló como profesora de educación física. Durante sus años  universitarios, participó en varias disciplinas con gran éxito, incluyendo los 100 metros planos, salto largo, lanzamiento de jabalina, lanzamiento de disco y básquetbol, convirtiéndose en un ícono del Club Deportivo. En 1934 estableció el que se considera el primer récord sudamericano en salto largo (5,55 m), que estuvo vigente diez años. Ese mismo año, la Universidad de Chile inició una campaña para recaudar fondos para que participara en los Juegos Olímpicos de Berlín. Martínez, junto con la delegación chilena, fueron despedidos por el presidente Arturo Alessandri Palma y viajaron por tren a Buenos Aires, desde donde se embarcaron a Alemania.
Se convirtió en la primera atleta femenina chilena y la primera atleta sudamericana en competir en los Juegos Olímpicos. En Berlín resultó en el último lugar en la carrera de 100 metros planos y aunque estaba anotada también en la prueba de 80 metros vallas, finalmente no largó. A su regreso de Berlín, fue campeona de salto largo en la primera edición del Campeonato Sudamericano de Atletismo de 1939.
Falleció en 1987, y sus restos fueron sepultados en el Cementerio Metropolitano.